# Топчий, Николай Павлович
Николай Павлович Топчий (укр. Микола Павлович Топчій; 17 декабря 1905, Харьков, Российская империя — 1973, Киев, Украинская ССР) — советский и украинский кинооператор игрового и документального кино.
Член Союза кинематографистов УССР.

## Биография
В 1929 году окончил техническое отделение Одесского государственного техникума кинематографии.
С 1929 по 1934 год работал на Одесской кинофабрике ВУФКУ.
Ещё студентом был задействован в фильмах «Мельница на опушке» (1928), где выступал и как один из операторов, и как актёр массовки. После, снимает свои самостоятельные фильмы «Волчий хутор» (1930), «Огненная месть» (1931) — оба по произведениям писателя Николая Ятко. Ключевым эпизодом для него в это время становится работа ассистентом мастера-оператора Алексея Калюжного во время работы над фильмом режиссёра Ивана Кавалеридзе «Ливень» (1929). После отъезда Калюжного в Москву продолжал сотрудничать с Кавалеридзе как его главный оператор. В следующем году снимает фильм «Штурмовые ночи», где широко использует конструктивистские ракурсы, выражает монументальность замысла фильма. Продолжает работать и над следующими экспериментальными лентами Кавалеридзе «Колиивщина» (1933) и «Прометей» (1936). Во время цензурного разгрома последнего из этих фильмов, вынужден публично осудить своего режиссёра. Благодаря этому остается в профессии.
В 1934 году перешёл на Киевскую киностудию «Украинфильм», в 1944—1945 годах работал на студии хроникально- документальных фильмов «Укркинохроника».
Весной 1945 года по сфабрикованному делу был незаконно арестован, осуждён и приговорён к 10 годам лагерей. Освобождён досрочно в 1953 году.
С 1956 года работал оператором-постановщикрм на Киевской киностудии им. А. Довженко.

## Фильмография
- 1966: А теперь суди...
- 1963: Бухта Елены
- 1961: На крыльях песни
- 1961: Годы девичьи
- 1959: Млечный путь
- 1958: Лилея
- 1957: Штепсель женит Тарапуньку
- 1957: Дорогой ценой
- 1944: Победа на Правобережной Украине (документальный)
- 1944: «Київ», «Дніпробуд», «25 років українського радянського театру», «25 років радянської Академії Наук» (документальные)
- 1940: Ветер с Востока
- 1939: Истребители
- 1939: Эскадрилья № 5
- 1936: Прометей
- 1933: Колиивщина
- 1931: Штурмовые ночи
- 1931: Волчий хутор (не сохранился)
- 1930: Перекоп
- 1930: Болотные огни (не сохранился)
- 1929: Ливень
- 1927: Поединок